# Никола Иванов (1846 – 1868)
Вижте пояснителната страница за други личности с името Никола Иванов.
Никола Иванов е български революционер, участник в Четата на Хаджи Димитър и Стефан Караджа.

## Биография
Никола Иванов е роден в град Прилеп, Македония, днес в Северна Македония. Учи в Белград, където научава за подготвяните в Румъния чети за навлизане в България. Напуска училище и заминава за Румъния, като се включва в четата на Хаджи Димитър и Стефан Караджа. Ранен е тежко в краката в първото сражение на българска земя, край село Караисен. С помощта на другарите си продължава с четата. Христо Македонски пише:
| „ | ...вървеше с мен и Никола Иванов от Прилеп, раните на когото от час на час ставаха по-опасни и не даваха никаква надежда за оздравяване. Аз и сега се удивлявам, как можеше толково време да върви с нас това момче. Здрава натура беше то. | “ |

Загива на връх Бузлуджа в последното сражение на четата на 18 юли 1868 година.